# 人工湿地
人工湿地（英語：constructed wetland）是利用自然功能对植被、土壤和生物对废水进行二次处理的一种工程系统。人工湿地可以用于处理污水和工业废水，还可以用于恢复工业建设中的自然环境，防止水土流失。
人工湿地主要有两种类型：地下水流和地表水流人工湿地。它们是由流动状态的水、部分微生物和一些合适的植物构成。
现在的地下水流人工湿地通常设计成水平或垂直流过砾石和河床，垂直流动系统比水平流动需要的空间小。由沙子和砾石组成的滤池通常具有同等效果。 

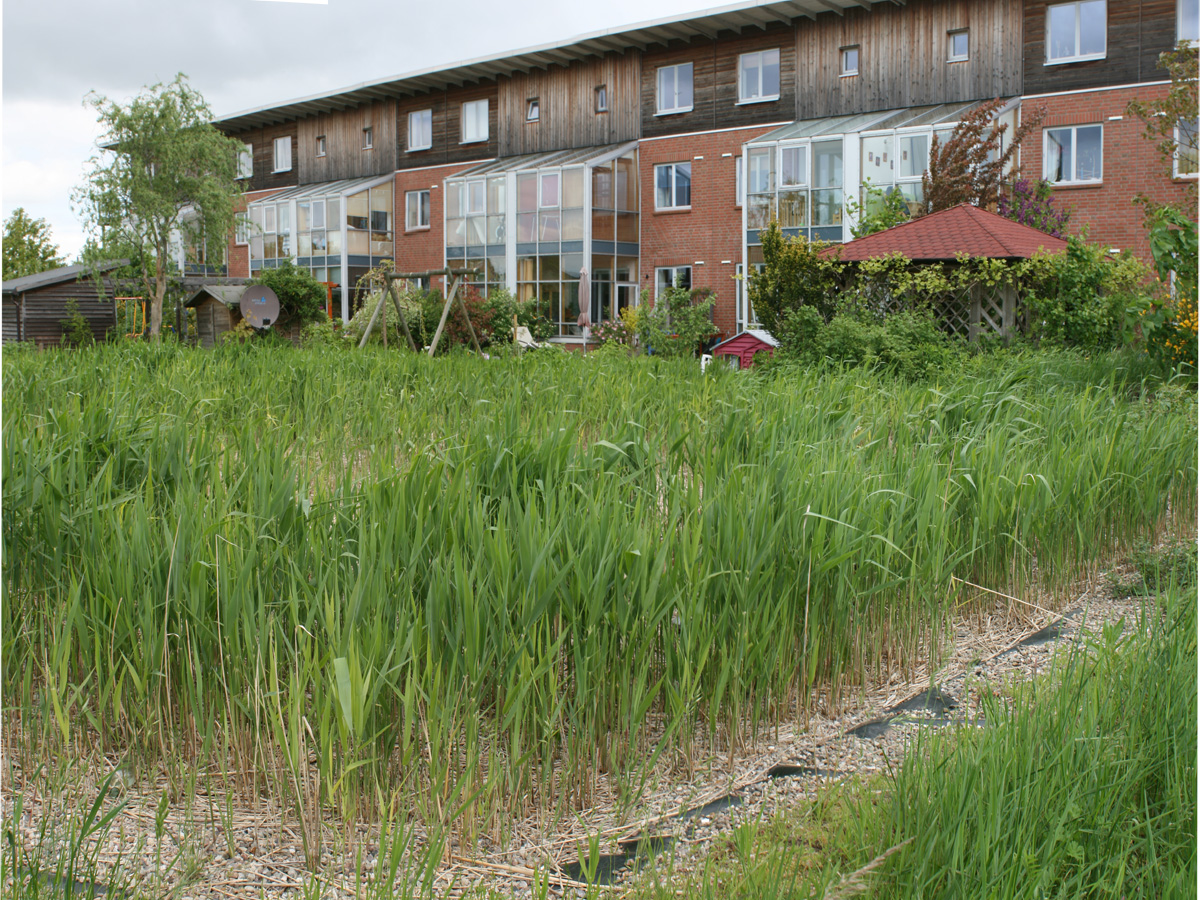
德国吕贝克附近弗林滕布雷特生态定居点的人工湿地

## 概述
人工湿地系统是一片高度控制的环境，意在模拟天然湿地中土壤、植物和微生物的环境，以帮助处理废水，是基于自然的一个解决方案。人工湿地这个词也可以用来描述过去因改为农田或采矿而遭到破坏的复垦土地。
许多术语都是用来表示人工湿地的，例如芦苇床、土壤渗透床、处理湿地、工程湿地或人造湿地。生物过滤器与人工湿地有一些相似之处，但前者通常没有植物的参与。
一些人工湿地也可以作为本地和迁徙途中的野生动物栖息地。许多国家的环境监管机构将人工湿地列为他们可以控制水土流失的“最佳管理实践”之一。 

## 用途

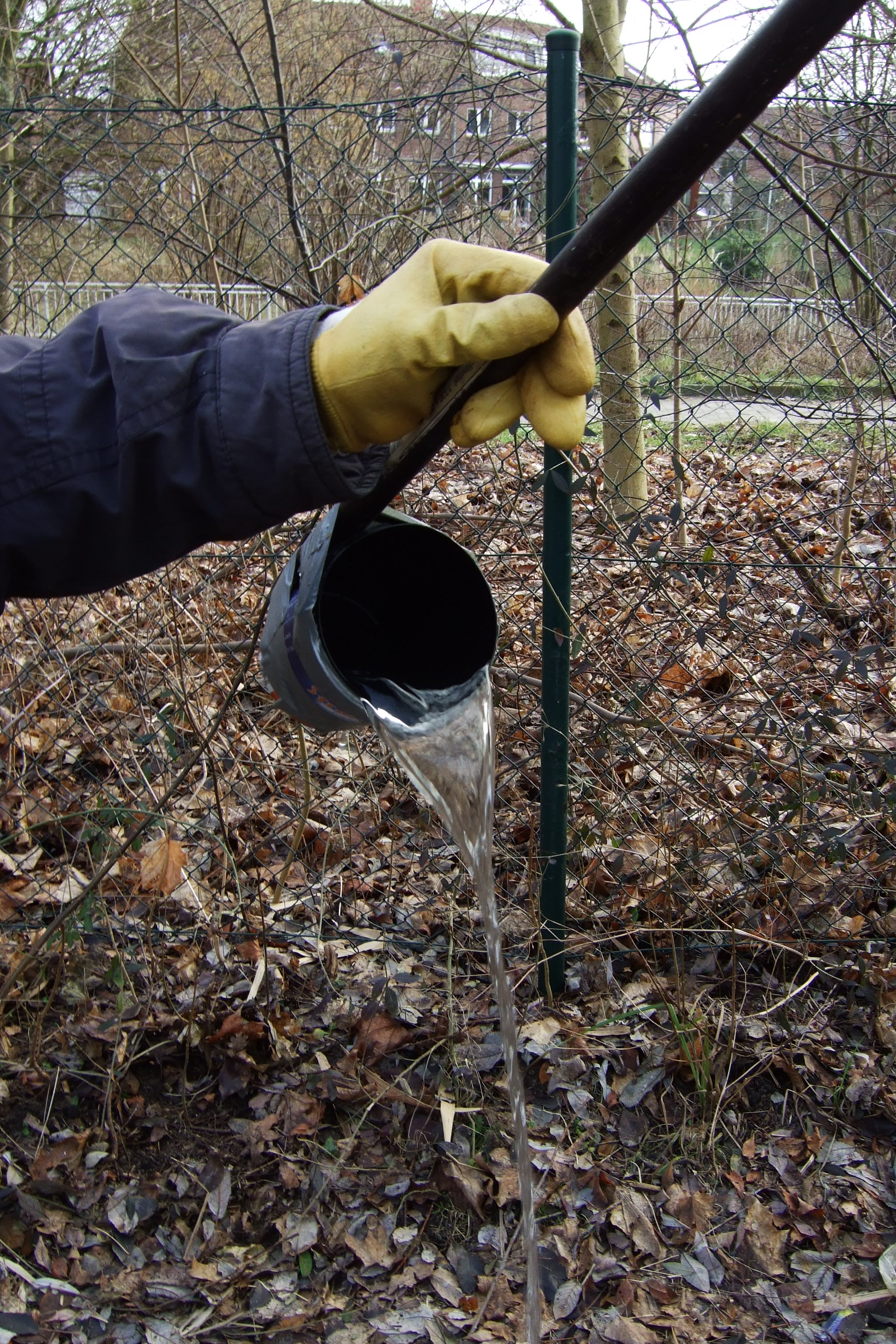
人工湿地的污水排放物

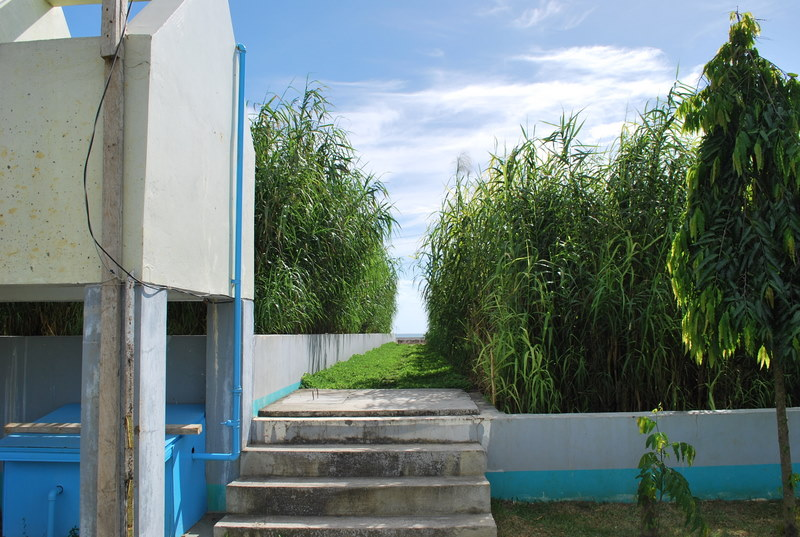
菲律宾处理生活污水的人工湿地

人工湿地可用于处理未经处理的污水、雨水、灰水，农业和工业废水。人工湿地模仿天然湿地的功能，以捕获雨水、减少过多的营养物质并创造多样化的野生动物栖息地。

### 去除污染物
与天然湿地类似，人工湿地可以作为过滤器并且可以从水中去除一系列污染物（例如有机物、营养物质、病原体、重金属）。 在人工湿地中，所有类型的病原体（即细菌、病毒、原生动物和蠕虫）都有望在一定程度上被去除。
从理论上讲，人工湿地内的废水处理发生在废水通过湿地底部和植物根部。之后好氧和厌氧微生物促进了有机物的分解；微生物硝化反应和随后的脱硝反应将氮气释放到大气中；同时磷与位于根床培养基中的铁、铝和钙产生化合物并共同沉淀。 
当悬浮状固体沉降在地表流湿地的水中或被地下流湿地中的介质物理过滤掉时，它们就会被过滤掉。在地下流动和垂直流动系统中，通过细胞膜在砾石或沙子等介质上的过滤和吸附来减少部分有害细菌和病毒。

### 硝化
硝化作用是基于两种不同细菌的作用，将有机和无机含氮化合物从还原状态转化为更氧化的状态。硝化严格来说是一个好氧过程，最终产物是硝酸盐(NO−
3)。硝化过程将废水中的铵氧化成亚硝酸盐(NO−
2)，然后亚硝酸盐被氧化成硝酸盐(NO−
3)。

### 脱硝
脱硝是氧化氮阴离子、硝酸盐和亚硝酸盐的生化还原，产生气态产物一氧化氮（NO），一氧化二氮(N
2O)和氮气(N
2)，并伴随着有机物的氧化。最终产物(N
2)和中间副产物(N
2O)这两种气体会重新进入大气。

### 脱氮
湿地中对废水处理至关重要的氮的主要形式包括有机氮、氨、铵、硝酸盐和亚硝酸盐。废水的脱氮很重要，因为氨水如果排入下水道，会对鱼类产生毒性。饮用水中过量的硝酸盐被认为会导致婴儿高铁血红蛋白血症，从而降低血液的氧气输送能力。此外，从点源和非点源向地表水过量输入氮会促进河流、湖泊、河口和沿海海洋的富营养化，这会在水域生态系统中产生一些问题，例如有毒藻华、水中氧气消耗、鱼类死亡、以及水生生物多样性丧失。
如果人工湿地旨在实现生物营养物的去除，那么氨氮去除在人工湿地中的方式与在污水处理厂中类似，只是不需要外部能源密集型的空气（氧气）添加。这是过程有两步，由硝化和脱硝组成。氮循环完成如下：废水中的氨转化为铵离子；好氧细菌亚硝基单胞菌将铵氧化为亚硝酸盐；然后，该细菌将亚硝酸盐转化为硝酸盐。在厌氧条件下，硝酸盐被还原成相对无害的氮气进入大气。

### 矿井水去氨
人工湿地已用于从受污染的矿井水中去除氨和其他含氮化合物 ，包括氰化物和硝酸盐。

### 除磷
磷在自然中以有机和无机的形式存在。生物可利用的正磷酸盐被称为可溶性活性磷（SR-P）。对生物来说，溶解的有机磷和不溶形式的有机和无机磷通常在转化为可溶的无机形式之前都是无法利用的。
在淡水生态系统中，磷是限制性养分。在不受干扰的自然条件下，水体中藻类的爆炸性生长可以表现出来磷的供不应求。
水中大量排放的富磷废物。废水中磷的去除和储存只能在人工湿地本身内进行，因为磷没有气体状态，不像封闭式的碳循环和氧循环。。磷可以通过以下方式在湿地中隔离：
1. 磷在有机物中的结合，这是由于磷与生物量的结合，
2. 在湿地土壤中与铁、钙和铝产生不溶性磷酸盐沉淀。

水生植被可以在除磷中发挥着重要作用，可以通过延缓沉积物的磷饱和来延长人工湿地的寿命。 植物在生物膜的附着表面创造了一个独特的环境，某些植物运输在生物膜和根系释放的氧气，可以为湿地生态系统增加氧气含量。

### 去除金属
人工湿地已被广泛用于去除溶解的金属和类金属。这些污染物不仅普遍存在于矿井排水系统中，而且它们也存在于雨水、垃圾填埋场渗透液和其他来源（例如FDG冲洗水）中。在燃煤发电厂，大多数的矿山现已经修建了人工湿地。

### 矿井水除酸
人工湿地也可用于处理煤矿酸性废水。

### 杀死病原体
人工湿地的最初设计目的不是去除病原体，而是去除其他水质成分，例如悬浮物、有机物（BOD/COD）和微量元素（氮和磷）。
所有类型的病原体都将在人工湿地中清除；然而，在地下湿地中，预计会有更多的病原体被清除。在自由水面流湿地中，病原体了减少90%至99%；然而，在大量种植植被的系统中，细菌和病毒的去除可能会减少不到90%。这是因为人工湿地通常包括有助于去除氮和磷等其他污染物的植被。因此，在这些系统中，阳光照射在去除病毒和细菌方面的重要性被最小化。
据报道，在设计和操作得当的自由水面流湿地中，细菌的去除率小于90%到99%，病毒的去除率小于90%到99%，原生动物的去除率小于90%到99%，蠕虫的去除率小于90%到99% ，而在潜流湿地中，病原体的预期去除率为细菌90%至99.9%，病毒90%至99%，原生动物99%，蠕虫99%。

## 类型和设计注意事项

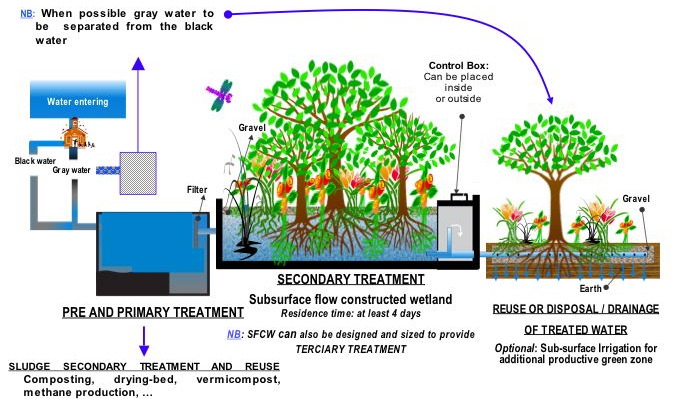
有潜流人工湿地的污水处理厂工业流程图

人工湿地系统可以是只有自由漂浮的大型植物组成的表面流系统；然而，典型的自由水面系统通常由挺水植物构成。 具有垂直或水平流态的潜流人工湿地也很常见，可以将其整合到城市内部，因为它们需要的空间相对较少。
主要的三大类人工湿地包括：
1. 漂浮处理湿地
2. 面流人工湿地[註 2]
3. 潜流人工湿地——该湿地可以是垂直流[註 3]或水平流[註 4][4]

前者通常放置在一个带有基质的水池中，因此可以提供一个较大的表面积，在这个较大的表面积上形成大量废物降解生物膜；而后者依赖于一个浸没的处理池，在该处理池上漂浮着水生植物，直到它们形成一层厚厚的根和茎，生物膜在这上边形成。
通常情况下，这几类人工湿地的底部都衬有聚合物土工膜、混凝土或粘土，以保护地下水位和周围地面。基质可以是砾石、浮石或火山岩，具体取决于当地沙子或各种介质的混合物的情况。
人工湿地可在化粪池后用于初级处理，以便将固体与液体流出物分离。然而，有一部分人工湿地设计时是不使用前期处理的。

### 地下水流（潜流）

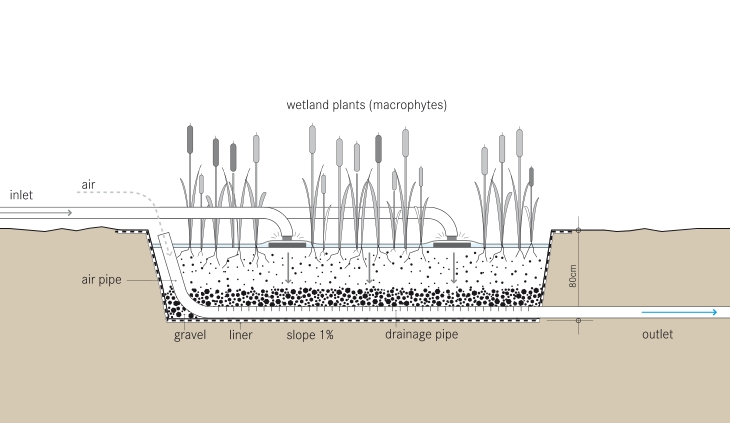
垂直潜流湿地的示意图：沉降池流出的水通过底部进入湿地，穿越植物根区达到表面。

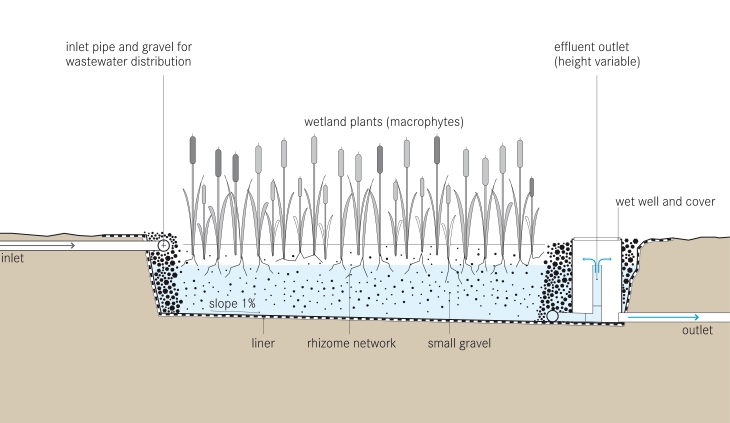
水平潜流湿地的示意图：沉降池流出的水水平流过沙床。

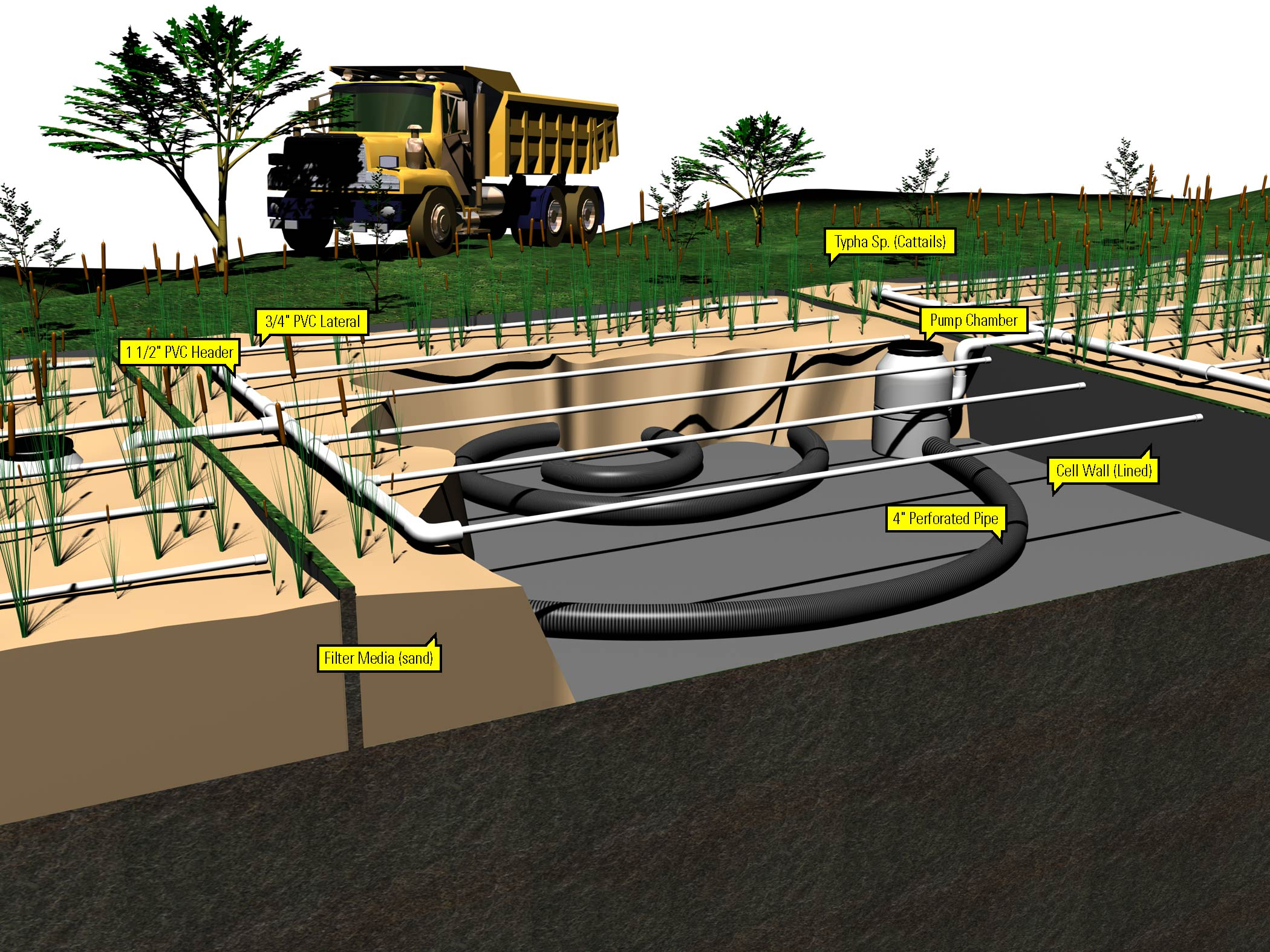
一种垂直潜流湿地的构造